# Hugh Iltis

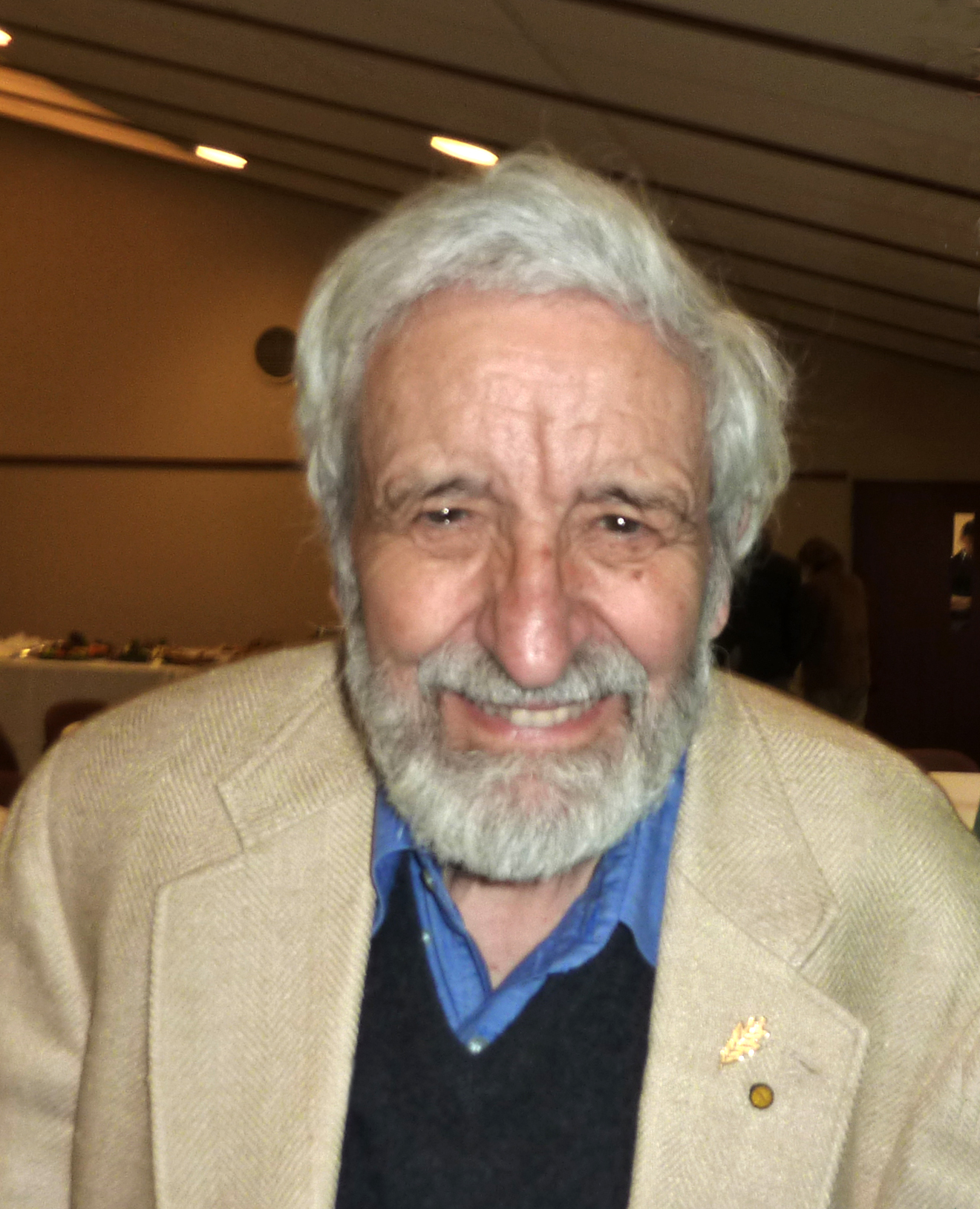
Hugh Iltis während seines 85. Geburtstages

Hugh Iltis (* als Hugo Hellmut Iltis;  7. April 1925 in Brünn, Tschechoslowakei; † 19. Dezember 2016 in Madison, Wisconsin), häufig auch als Hugh H. Iltis zitiert,  war ein tschechisch-US-amerikanischer Botaniker. Er war Professor für Botanik und Direktor des Herbariums an der University of Wisconsin–Madison. Als Wissenschaftler betrieb er bedeutende Studien über die mehrjährige Teosinte Zea diploperennis, eine wilde diploide Verwandte des Mais (Zea mays). Er war auch ein engagierter Umweltschützer. Sein botanisches Autorenkürzel lautet „Iltis.“

## Leben
Iltis war der Sohn von Hugo Iltis und seiner Frau Anni, geborene Liebscher. Sein Vater war Botaniker und Genetiker sowie Lehrer für Biowissenschaften am deutschsprachigen Gymnasium in Brünn (Brno). 1924 schrieb er die erste Biografie über Gregor Mendel mit dem Titel Gregor Johann Mendel: Leben, Werk und Wirkung und er war ein entschiedener Gegner der nationalsozialistischen Rassenlehre. Im Herbst 1938 erhielt die Familie Iltis dank der Fürsprache des Emergency Committee in Aid of Displaced Foreign Scholars ein Visum für die Einreise in die Vereinigten Staaten, zusammen mit eidesstattlichen Erklärungen von Albert Einstein und Franz Boas. Im Januar 1939, als Hitlers Militär den Einmarsch in die Tschechoslowakei vorbereitete, entkam der dreizehnjährige Hugo mit seiner Mutter und seinem älteren Bruder Wilfred, der später Entomologe wurde, nach Frankreich.
In Cherbourg, wo sie sich mit dem Vater wiedervereinigten, gingen sie an Bord des Passagierschiffs Aquitania, um den Atlantik zu überqueren. Sie ließen sich in Fredericksburg, Virginia, nieder, wo Hugo Iltis bald darauf Professor für Biologie am Mary Washington College wurde und der jüngere Hugo seinen Namen in Hugh Iltis amerikanisierte.
Iltis begann ein Studium an der University of Tennessee, das von 1944 bis 1946 durch seinen Dienst in der United States Army unterbrochen wurde. Er war zunächst Sanitäter, aufgrund seiner Deutschkenntnisse wurde er jedoch zu einer Aufklärungseinheit versetzt. Nach dem Zweiten Weltkrieg war Iltis in Deutschland stationiert, wo er an der Vernehmung gefangener Wehrmachts- und SS-Offiziere, darunter Heinrich Himmler, mitwirkte und Dokumente bearbeitete, um die Kriegsverbrechen der Nazis während der Nürnberger Prozesse zu verfolgen.
Iltis kehrte an die Universität of Tennessee zurück, wo er unter Aaron J. Sharp Botanik studierte und 1950 mit der Prüfschrift Morphology and generic delimitation in the Cleomoideae of the New World  graduierte. Anschließend absolvierte er ein Doktoratsstudium an der Washington University in St. Louis, wo er 1952 mit der Dissertation A revision of the new world species of Cleome unter der Leitung von Edgar Shannon Anderson promoviert wurde. Er beschäftigte sich vor allem mit der Systematik und Taxonomie von Pflanzen, wobei er sich auf die Familie der Kaperngewächse (Capparaceae) und die Familie Cleomaceae konzentrierte. Seine erste akademische Anstellung hatte er von 1952 bis 1955 an der University of Arkansas, wo er eine Studie über die Capparaceae von Nevada abschloss. Spätere Arbeiten bildeten die Schriftenreihe Studies in the Capparaceae, die 24 Veröffentlichungen umfasst, darunter neu beschriebene Arten und Gattungen.
1955 wechselte Iltis an die Botanikabteilung der University of Wisconsin–Madison, wo er neben der Leitung des Herbariums regelmäßig Pflanzengeographie, Taxonomie und Systematik der Gräser lehrte. Er sorgte dafür, dass ein Großteil des Herbariums der Catholic University of America erworben wurde. Bis zu seinem Ruhestand im Jahr 1993 betreute er 37 Doktoranden. Er und seine Studenten sammelten Tausende von Herbarbelegen im gesamten oberen Mittleren Westen, um die Verbreitung von Pflanzenarten zu dokumentieren, was in der Veröffentlichung des Atlas of the Wisconsin Prairie and Savanna Flora im Jahr 2000 gipfelte, den er zusammen mit dem Kurator des Herbariums, Theodore Cochrane, verfasste. Er pflegte enge Beziehungen zu lateinamerikanischen Botanikern, die er oft zu längeren Aufenthalten in seinem Haus im University of Wisconsin–Madison Arboretum einlud.
Iltis unternahm zahlreiche Expeditionen nach Mexiko, Mittel- und Südamerika, um nach neuen Pflanzen zu suchen. Hoch im Altiplano von Südperu entdeckte er 1962 eine winzige Veilchenart, die von den Taxonomen noch nicht klassifiziert worden war. 2012 erfolgte schließlich die wissenschaftliche Erstbeschreibung durch Iltis und Harvey Ballard unter dem Namen Viola lilliputana. Im Mai 2013 wurde sie vom International Institute for Species Exploration zu einer der zehn wichtigsten Neuentdeckungen des Jahres gewählt. Die Arbeit von Iltis war auch von wirtschaftlicher Bedeutung, da er neue Quellen genetischer Variabilität identifizierte, die von Gartenbauzüchtern genutzt wurden. Auf der gleichen Expedition nach Peru im Jahr 1962 entdeckte er eine Wildtomate, die er als Nr. 832 registrierte. Er sammelte Exemplare für mehrere Herbarien und schickte Proben und Samen an verschiedene Spezialisten auf dem Gebiet. Es stellte sich heraus, dass es sich bei dieser Pflanze um eine neue Tomatensorte handelte, die einen wesentlich höheren Zucker- und Feststoffgehalt aufwies als die heimische Tomate. Als Quelle für die Kreuzung mit einheimischen Tomaten wurde sie sowohl zur Verbesserung des Geschmacks als auch zur Erhöhung des Feststoffgehalts von Tomaten verwendet.

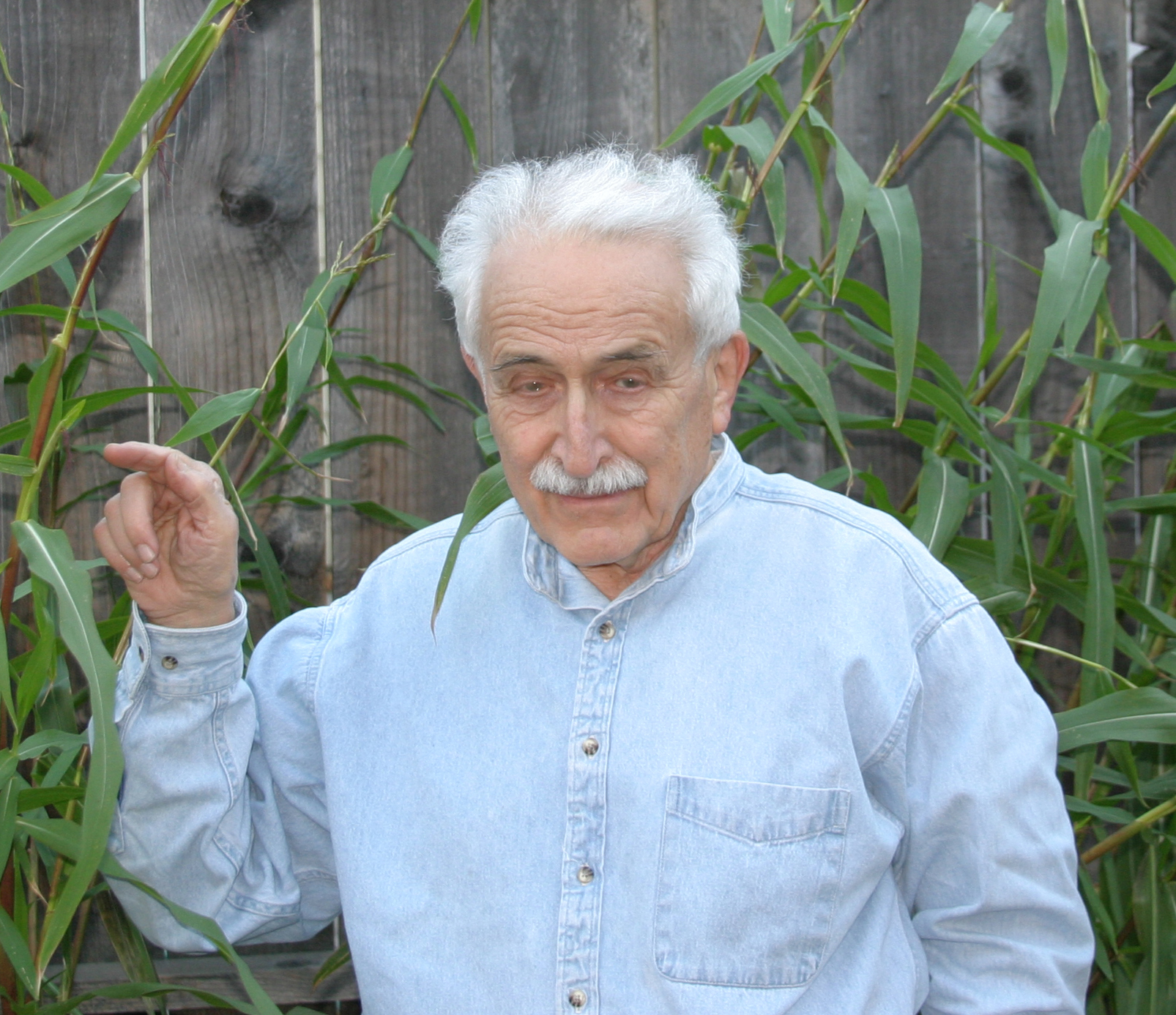
Hugh Iltis’ Bruder Wilfred mit Zea diploperennis in seinem Hausgarten

Iltis untersuchte mit taxonomischen und morphologischen Methoden die Domestizierung von Mais und zeichnete die Veränderungen nach, die aus einem Wildgras eine der wichtigsten Nahrungspflanzen machten. Seine Arbeit untermauerte die Ansicht, dass der domestizierte Mais von einer Teosinte-Art abstammt, einer Gruppe von Gräsern, die in vielen Gegenden Mexikos wild wächst und von der allgemein angenommen wurde, dass der ursprüngliche wilde Mais in der Natur ausgestorben sei. Iltis verwendete eine hypothetische Abbildung dieser Pflanze für eine Neujahrskarte, die er 1976 an Familie und Freunde schickte. Diese Zeichnung veranlasste die mexikanische Botanikerin Luz María Villarreal de Puga (1913–2013) nach wilden Verwandten des Mais zu suchen. Nachdem einem ihrer Studenten, dem Botaniker Rafael Guzmán, die Wiederentdeckung einer Wildmaisart gelang, leitete Iltis im Jahr 1978 ein Team von Botanikern zu dem Fundort und stellte fest, dass es sich tatsächlich um eine bis dahin unbekannte Teosinte-Art, Zea diploperennis, handelte, die wegen ihrer Resistenz gegen bestimmte Viren geschätzt wird.
Iltis warnte davor, dass die Praxis des Sammelns von Pflanzen in tropischen Ländern ohne die Einbeziehung lokaler Botaniker und ohne die Hinterlegung von Duplikaten in lokalen Herbarien irgendwann zu Problemen führen würde. Brasilien und einige Andenländer haben daher Gesetze erlassen, die Feldstudien stark einschränken.
Iltis war auch ein engagierter Umwelt- und Naturschützer, der sich für die Erhaltung bedrohter Lebensräume zum Schutz der Artenvielfalt einsetzte. Einige Teosinte-Arten sind vom Aussterben bedroht, und alle sind durch die Ausweitung der landwirtschaftlichen Nutzung in Mexiko zunehmend gefährdet. Gemeinsam mit Kollegen an der Universidad de Guadalajara setzte er sich für den Schutz der natürlichen Umgebung von Zea diploperennis ein, indem er das 345.000 Hektar große Biosphärenreservat Sierra de Manantlán schuf. Er war 1960 Mitbegründer des Ortsverbandes Wisconsin von The Nature Conservancy und half bei der Ausarbeitung des Hawaii’s Natural Areas Law von 1970. Er war führend an der Kampagne zum Verbot von DDT in Wisconsin beteiligt, das 1968 als erster US-Bundesstaat in Kraft trat. Außerdem forderte er ein Moratorium für die Abholzung von Primärwald in diesem Bundesstaat.

## Privates
Iltis hatte vier Söhne: Frank und Michael mit seiner ersten Frau Grace Schaffel sowie David und John mit seiner zweiten Frau Carolyn Merchant, eine Philosophin, Wissenschaftshistorikerin und Ökofeministin. Er und seine dritte Frau, Sharyn Wisniewski (1950–2013), stifteten einen Fonds an der Fakultät für Botanik der University of Wisconsin–Madison, um die Feldforschung von Doktoranden im Bereich der Pflanzensystematik zu unterstützen. Im Dezember 2016 starb er in Madison im Alter von 91 Jahren aufgrund von Komplikationen einer Gefäßerkrankung. Sein Nachlass wird im Archiv der University of Wisconsin–Madison aufbewahrt.

## Ehrungen und Dedikationsnamen
1994 erhielt Iltis den Asa Gray Award der American Society of Plant Taxonomists und 1996 und einen Merit Award der Botanical Society of America. Auf internationaler Ebene erhielt er 1987 vom mexikanischen Präsidenten die Auszeichnung Contribución Distinguida für seine Rolle bei der Einrichtung des Biosphärenreservats Sierra de Manantlán, 1994 die Luz-María-Villarreal-de-Puga-Medaille der Universidad de Guadalajara sowie 2007 die Ehrendoktorwürde derselben Universität. Er erhielt 1990 den Sol Feinstone Environmental Award des State University of New York College of Environmental Science and Forestry, 1992 den National Wildlife Federation’s Merit Award und 1994 den Society for Conservation Biology Service Award (1994). Am Earth Day 2017 wurde er posthum in die Wisconsin Conservation Hall of Fame aufgenommen. 1972 wurde er Fellow der American Association for the Advancement of Science und 1982 Mitglied der Linnean Society of London. Nach Iltis sind die Gattungen Iltisia und Iltisiella sowie zahlreiche Arten benannt worden, die das Epitheton iltisii im Binomen tragen.